# Sorbus tauricola
 (avril 2024).
Espèce
Statut de conservation UICN

 EN B1ab(v) : En danger
Sorbus tauricola est une espèce de plantes de la famille des Rosacées. Elle est endémique de la Crimée.

## Répartition et habitat
Cette espèce est endémique au sud de la Crimée où elle pousse dans les zones  rocheuses entre 700 et 1 400 m d'altitude. Sa zone d'occurrence (EOO) est estimée à seulement 36 km2.

## Menaces
Sorbus tauricola est menacé par la guêpe Megastigmus brevicaudis qui endommage ses graines.